# Il forestiero
«Il forestiero» (укр. «Незнайомець») — студійний альбом італійського співака та кіноактора Адріано Челентано, випущений у грудні 1970 року під лейблом «Clan Celentano».

## Про альбом
Більшість композицій альбому присвячена святкуванню Різдва. Обкладинка альбому виконана згідно різдвяній тематиці пісень — Челентано зображувався в казковому різдвяному вбранні і мішком з подарунками. Альбом також містив кавер-версії, наприклад: пісню відомої італійської співачки Лідії Марторани — «Addormentarmi così» 1948 року; знаменитий різдвяний християнський гімн 1818 року — «Тиха ніч» («Santa Notte»); знамениті американські різдвяні пісні, виконані Челентано італійською мовою — «White Christmas» («Bianco Natale») Ірвінга Берліна і однойменна «Jingle Bells» (1857) Джеймса Лорда П'єрпойнта.
У тексті заголовної пісні — «Il forestiero», розповідалося про зустріч Ісуса з самаритянкою. Ця пісня виконувалася Челентано вживу на благодійному концерті присвяченому хворим дітям 27 вересня 1995 року в французькому місті Лурд та 14 лютого 2012 року на фестивалі в Сан-Ремо. Також до альбому увійшла пісня «Tu scendi dalle stelle», написана святим католицьким релігійним діячем XVIII століття Альфонсом Марією де Ліґуорі.    
Альбом вийшов у кількості 500.000 копій і посідав 17 позицію в італійському чарті «Топ-100» найкращих альбомів 1971 року. Музика альбому представлена стилем поп-рок. Аранжування до альбому створив Нандо Де Лука, продюсером альбому був близький друг співака — Мікі Дель Прете.
Пісня «Stivali e colbacco» зі зміненим аранжуванням також увійшла до альбому «Soli» 1979 року. У пісні «Natale '70» співала дружина співака — Клаудія Морі.
Спочатку альбом випускався на LP-платівках лише в Італії. З 1987 року випускалося ремастоване перевидання альбому на CD. До видання на CD входив бонус-трек — раніше опублікована пісня Челентано 1964 року «Bambini miei». Три пісні з альбому випускалися на LP як сингли. Пісня «Il Forestiero» випускалася в Італії, Франції, Австрії і Німеччині. Пісня «Addormentarmi Cosi» випускалася у Франції. Пісня «Brutta» випускалася в Італії, Іспанії, Австрії і Німеччині.

## Трек-лист
LP
Сторона «A»
| #  | Назва                  | Автор слів                         | Автор музики                        | Тривалість |
| -- | ---------------------- | ---------------------------------- | ----------------------------------- | ---------- |
| 1. | «Il forestiero»        | Лучано Беретта і Мікі Дель Прете   | Джино Сантерколе і Нандо Де Лука    | 03:36      |
| 2. | «Cosa fai questa sera» | Могол                              | Нандо Де Лука                       | 02:17      |
| 3. | «Addormentarmi così»   | Бірі                               | Вітторіо Машероні                   | 02:58      |
| 4. | «Stivali e colbacco»   | Мікі Дель Прете і Фіоренцо Батаччі | Ерос Скіоріллі і Микола Бутровський | 03:36      |
| 5. | «Brutta»               | Лучано Беретта і Мікі Дель Прете   | Джино Сантерколе                    | 04:55      |

Сторона «Б»
| #   | Назва                              | Автор слів                         | Автор музики             | Тривалість |
| --- | ---------------------------------- | ---------------------------------- | ------------------------ | ---------- |
| 6.  | «Tu scendi dalle stelle»           | Альфонс Марія де Ліґуорі           | Альфонс Марія де Ліґуорі | 03:32      |
| 7.  | «Bianco natale (White Christmas)»  | Філіппо Беллобуоно і Ірвінг Берлін | Ірвінг Берлін            | 02:59      |
| 8.  | «Santa notte (Stille Nacht)»       | Алессандро Кавальєрі               | Алессандро Кавальєрі     | 03:40      |
| 9.  | «Natale '70 (співає Клаудія Морі)» | Лучано Беретта і Мікі Дель Прете   | Джузеппе Вердеккіа       | 03:15      |
| 10. | «Jingle bells»                     | Спеккіа                            | Джеймс Лорд П'єрпойнт    | 02:28      |

Бонус-трек до видання на CD 
| #     | Назва          | Автор слів        | Автор музики      | Тривалість |
| ----- | -------------- | ----------------- | ----------------- | ---------- |
| 11.   | «Bambini miei» | Адріано Челентано | Адріано Челентано | 02:32      |
| 35:80 |                |                   |                   |            |

## Ліцензійне видання

### Альбом
| Назва                                    | Лейбл                                                   | Маркування             | Країна | Рік      |
| ---------------------------------------- | ------------------------------------------------------- | ---------------------- | ------ | -------- |
| Il Forestiero (LP, Album, Mono)          | Clan Celentano                                          | BFML-LP 700            | Італія | 1970     |
| Il Forestiero (LP, Album)                | Clan Celentano                                          | BFML-LP 700            | Італія | 1970     |
| Il Forestiero (CD, Album, RE)            | Clan Celentano                                          | CDS 6072               | Італія | 1987     |
| Il Forestiero (LP, Album, RE, S/Edition) | Clan Celentano, Clan Celentano                          | CLN 20694, BFML-LP 700 | Італія | 1987     |
| Il Forestiero (CD, Album, RE, RM)        | Clan Celentano                                          | 9031 70204-2           | Італія | 1991     |
| Il Forestiero (CD, Album)                | Clan Celentano                                          | CLCD - 314142          | Італія | 1995     |
| Il Forestiero (CD, Album, RE)            | Clan Celentano                                          | SP 60822               | Італія | 1995     |
| Il Forestiero (CD, Album, RE)            | Clan Celentano, Sony Music Entertainment (Italy) S.p.a. | CLN 20099              | Італія | 2002     |
| Il Forestiero (CD, Album, RE)            | Clan Celentano                                          | 497150 0               | Росія  | 2003     |
| Il Forestiero (CD, Album, RE)            | Universal                                               | 3259130005042          | Італія | 2012     |
| Il Forestiero (CD)                       | Clan Celentano                                          | 9031-70204-2YG         | Італія | невідомо |

### Сингли з альбому
| Назва                                            | Лейбл                          | Маркування         | Країна    | Рік  |
| ------------------------------------------------ | ------------------------------ | ------------------ | --------- | ---- |
| Il Forestiero/Addormentarmi Cosi (7", Mono)      | Disques Vogue                  | INT 80.263         | Франція   | 1970 |
| Sotto Le Lenzuola/Il Forestiero (7", Single)     | Clan Celentano, Clan Celentano | BF.70000, BF-70000 | Італія    | 1971 |
| Sotto Le Lenzuola/Il Forestiero (7", Single)     | Ariola                         | 14 859 AT          | Австрія   | 1971 |
| Sotto Le Lenzuola/Il Forestiero (7", Single)     | Ariola                         | 14 859 AT          | Німеччина | 1971 |
| Una Storia Come Questa/Brutta (7")               | Clan Celentano                 | BF 70010           | Італія    | 1971 |
| Una Storia Come Questa/Brutta (7")               | Ariola                         | 10.309-A           | Іспанія   | 1971 |
| Una Storia Come Questa/Brutta (7", Single)       | Ariola                         | 10 309 AT          | Австрія   | 1971 |
| Una Storia Come Questa/Brutta (7", Single)       | Ariola                         | 10 309 AT          | Німеччина | 1971 |
| Occhi Bianchi E Neri/Il Forestiero (7", Jukebox) | Clan Celentano                 | BF-70006           | Італія    | 1971 |